# Doddridge County
Doddridge County ist ein County im Bundesstaat West Virginia der Vereinigten Staaten. Der Verwaltungssitz (County Seat) ist West Union. Das U.S. Census Bureau hat bei der Volkszählung 2020 eine Einwohnerzahl von 7.808 ermittelt.

## Geographie
Das County liegt im mittleren Norden von West Virginia und hat eine Fläche von 830 Quadratkilometern ohne nennenswerte Wasserfläche. Es grenzt im Uhrzeigersinn an folgende Countys: Wetzel County, Harrison County, Lewis County, Gilmer County, Ritchie County und Tyler County.

## Geschichte
Doddridge County wurde am 4. Februar 1845 aus Teilen des Harrison-, Lewis-, Ritchie- und Tyler County gebildet. Benannt wurde es nach Philip Doddridge (1773–1832), einem Senator von Virginia und Mitglied des US-Repräsentantenhauses.

## Demografische Daten

Alterspyramide des Doddridge County

Nach der Volkszählung im Jahr 2000 lebten im Doddridge County 7.403 Menschen in 2.845 Haushalten und 2.102 Familien. Die Bevölkerungsdichte betrug 9 Einwohner pro Quadratkilometer. Ethnisch betrachtet setzte sich die Bevölkerung zusammen aus 98,31 Prozent Weißen, 0,27 Prozent Afroamerikanern, 0,31 Prozent amerikanischen Ureinwohnern, 0,15 Prozent Asiaten und 0,14 Prozent aus anderen ethnischen Gruppen; 0,82 Prozent stammten von zwei oder mehr Ethnien ab. 0,57 Prozent der Bevölkerung waren spanischer oder lateinamerikanischer Abstammung.
Von den 2.845 Haushalten hatten 32,5 Prozent Kinder und Jugendliche unter 18 Jahre, die bei ihnen lebten. 59,3 Prozent waren verheiratete, zusammenlebende Paare, 10,3 Prozent waren allein erziehende Mütter, 26,1 Prozent waren keine Familien, 22,5 Prozent waren Singlehaushalte und in 10,9 Prozent lebten Menschen im Alter von 65 Jahren oder darüber. Die Durchschnittshaushaltsgröße betrug 2,56 und die durchschnittliche Familiengröße lag bei 2,98 Personen.
Auf das gesamte County bezogen setzte sich die Bevölkerung zusammen aus 25,0 Prozent Einwohnern unter 18 Jahren, 8,4 Prozent zwischen 18 und 24 Jahren, 26,6 Prozent zwischen 25 und 44 Jahren, 25,1 Prozent zwischen 45 und 64 Jahren und 14,8 Prozent waren 65 Jahre alt oder darüber. Das Durchschnittsalter betrug 39 Jahre. Auf 100 weibliche Personen kamen 101,9 männliche Personen. Auf 100 Frauen im Alter von 18 Jahren oder darüber kamen statistisch 98,1 Männer.
Das jährliche Durchschnittseinkommen eines Haushalts betrug 26.744 USD, das Durchschnittseinkommen der Familien betrug 30.502 USD. Männer hatten ein Durchschnittseinkommen von 26.902 USD, Frauen 20.250 USD. Das Prokopfeinkommen betrug 13.507 USD. 15,3 Prozent der Familien und 19,8 Prozent der Bevölkerung lebten unterhalb der Armutsgrenze. Davon waren 23,0 Prozent Kinder oder Jugendliche unter 18 Jahre und 13,6 Prozent waren Menschen über 65 Jahre.

## Ortschaften im Doddridge County
Town
- West Union

Andere Unincorporated Communities
| - Ashley - Big Battle - Big Isaac - Blandville - Canton - Center Point | - Central Station - Coldwater - Doak - Duckworth - Greenwood - Grove | - Industrial - Joy - Leopold - Long Run - Middle Point - Miletus | - Morgansville - New Milton - Nina - Oxford - Roberts - St. Clara | - Sedalia - Sherwood - Smithburg - Sugar Camp - Summers - Zinnia |